# Oppsjön, Kökar
Oppsjön är en insjö i Karlby i Kökars kommun på Åland. Den används som vattentäkt och för fiske av inplanterad kräfta. Oppsjön är betydligt större än Kökars andra insjö Gräsviks bäcken.
Oppsjöns area är 0,219 kvadratkilometer.  Den har ett djup på omkring 17 meter.